# Apogonia setifera
Apogonia setifera är en skalbaggsart som beskrevs av Moser 1913. Apogonia setifera ingår i släktet Apogonia och familjen Melolonthidae. Inga underarter finns listade i Catalogue of Life.